# جيرالدين أوليفييه
جيرالدين أوليفييه هي مغنية سويسرية، ولدت في 5 يونيو 1967 في نوشاتيل في سويسرا.

## وصلات خارجية
- جيرالدين أوليفييه على موقع ميوزك برينز (الإنجليزية)
- جيرالدين أوليفييه على موقع ديسكوغز (الإنجليزية)